# Unión Norteamericana
Se conoce como Unión Norteamericana (Union nord-américaine en francés) (North American Union en inglés) al conjunto de teorías de conspiración que afirman existe una comunidad política en la sombra de carácter supranacional producto de la unión de los países soberanos de América del Norte: Canadá, Estados Unidos y México, similar en estructura a la Unión Europea. Esta supuesta comunidad política podría incluir la moneda llamada Amero, como consecuencia de una eventual unión monetaria. Ningún responsable político o económico de los países afectados ha confirmado los planes de crear tal unión, si bien la idea ha sido propuesta y debatida entre exfuncionarios de gobierno y líderes empresariales en círculos académicos por varias décadas, ya sea como una unión o como una comunidad norteamericana; pero nada aproximado a la integración indicada como «Unión Norteamericana» ha sido considerada seriamente por ninguno de los líderes de las tres naciones, y los oficiales de gobierno de las naciones mencionan que no existen planes para crear una unión de tal género.

## Antecedentes
Al inicio de su sexenio, el presidente de México, Vicente Fox Quesada, buscó avanzar en la integración del Tratado de Libre Comercio de América del Norte (TLCAN), proponiendo la libre circulación de trabajadores y mecanismos de cohesión para reducir las diferencias sociales y regionales de los tres países miembros. Sin embargo, esta propuesta no fue bien vista por Estados Unidos, y Canadá no tuvo interés en ella. La idea de Fox era crear posteriormente una unión económica, monetaria y aduanera.

## Países miembros
- México
- Estados Unidos
- Canadá

## Características
Los conceptos de una Unión Norteamericana comparten ciertos elementos comunes entre ellos. La Coalición del Súper Corredor de Norteamérica (NASCO) y la ASPAN han denegado la idea de establecer una moneda común, una «Supercarretera NAFTA» o una Unión Norteamericana en la sección de «Mitos vs Hechos» en sus sitios web.

## Amero

Supuesto símbolo del Amero hecho por el Fraser Institute.

El amero es la apelación dada a lo que podría ser la contraparte del euro en la Unión Norteamericana. Fue propuesto por primera vez en 1999 por el economista canadiense Herbert G. Grubel. Robert Pastor, vicepresidente de la TF, apoya las conclusiones de Grubel en su libro del 2001 Hacia una Comunidad Norteamericana declarando que: «En el término largo, el amero está dentro de los mayores intereses de cada uno de los tres países». Aunque el entonces presidente mexicano Vicente Fox ha expresado apoyo para la idea, cuando Grubel brindó la idea a oficiales estadounidense, ellos dijeron no estar interesados al citar las desventajas para los Estados Unidos.
El 31 de agosto de 2007, el locutor de internet y teorista de la conspiración Hal Turner reclamó haber conseguido el contrabando de una supuesta moneda de amero fuera del Departamento de Tesorería de Estados Unidos por un empleado de aquella organización. Snopes ha determinado a la historia de Turner y la existencia del amero como «falsas».
Cabe destacar que el Amero es solo un nombre propuesto por Herbert G. Grubel, también existen otros nombres posibles como dólar norteamericano para describir lo que fuera una moneda común en América del norte. La idea en sí de una moneda común sería los beneficios que esto conlleva más allá que los costos. Dentro de los beneficios destaca las ganancias en credibilidad que vienen al eliminar la necesidad de conversiones monetarias, del cambio de divisas, del gozar una mayor transparencia en los precios y de la erradicación de los tipos de cambio que van desde una simple transacción de bienes y servicios hasta contratos a largo plazo y cálculos futuros de rentabilidad de inversiones importantes.
Existe la noción de que la transparencia en los precios intensifica la competencia y por ende reduce las diferencias entre países en los precios de los productos; estos hechos ya se dan abiertamente en las ciudades fronterizas, particularmente en el caso norteamericano se da en su extensas ciudades fronterizas que existen a lo largo del río Grande. Los efectos en la incertidumbre de los tipos de cambio en menguar el comercio aún no son claros ya que los contratos de cobertura son una medida para la volatilidad.
Asimismo, una unión monetaria puede ayudar en el fomento y protección a las ganancias de eficiencia premiadas por la liberación del comercio. Las grandes fluctuaciones de los tipos de cambio y la presión para mantener el tipo de cambio fijo entre países una vez que estos han liberalizado los flujos de capital puede crear una amenaza a la integración comercial; por lo cual, una unión monetaria reduce o elimina las medidas proteccionistas.
Las ganancias de credibilidad surgen cuando un país que no tienen solvencia crediticia o son menos fiable se unen o adoptan una moneda fuerte como el dólar de EE. UU., el euro, el yen, la libra esterlina o en este caso una moneda común. Es por eso que uno de los mayores beneficios que trae consigo una unión monetaria es precisamente esta en la que se benefician aquellos países que no tienen solvencia o simplemente no son fiables importarían una mejor política monetaria. Sin embargo, hay que precisar que una política monetaria no puede ser enteramente benéfica para todos aquellos países que están dentro de una unión monetaria, y otra política monetaria, como en el caso de una dolarizacion no tomaría en cuenta las necesidades de los otros países. El argumento aquí se resume en que aquellos países con menor credibilidad crediticia se verían beneficiados por el hecho de haber adoptado una mejor política monetaria o de tener una en común que brinde credibilidad a aquellos países previamente en desventaja. La desventaja aquí se traduce si alguno de estos países tuviera que cumplir sus necesidades fiscales o estimular su crecimiento económico y sus niveles de empleo.
Dentro de los costos en adoptar una moneda común destacan la pérdida del control de la política monetaria y de la habilidad de utilizar los tipos de cambio en su favor para hacer crecer las exportaciones sin mencionar la habilidad que tiene su propio banco central de imprimir moneda dejando a dicho país desprotegido a escenarios no esperados como lo son el retiro masivo de capitales y fondos bancarios así como problemas de liquidez que el país pudiera enfrentar.
En resumen, una unión monetaria como lo fuera el amero, redujera la inflación, la incertidumbre en los tipos de cambio generando una convergencia en la competencia que a su vez trajera consigo una mayor transparencia en los precios entre los países que adoptaran dicha moneda en común. Como resultado de lo anterior, hubiera menos discriminación en los precios y menos segmentación de mercados. Por consecuente, las empresas se aventurarían en invertir dentro los perímetros de la unión monetaria tomando ventaja de tasas de interés más bajas y menores costos del capital. Esto sumaria a mejores economías de escala, mayores inversiones y un incremento importante en el comercio.

## Banco Norteamericano de Desarrollo
El banco norteamericano de desarrollo (NADB por sus siglas en inglés) es una institución binacional capitalizada y gobernada equitativamente por los Estados Unidos y México con el propósito de financiar proyectos certificados por la Comisión de cooperación para el entorno fronterizo (BECC por sus siglas en inglés). Las 2 instituciones trabajan juntas con comités y proyectos en ambas naciones para crear un entorno saludable tanto económica como financieramente para los habitantes de los estados fronterizos.

## Corredores en la Unión
A través de lo que se consideraría la Unión Norteamericana se planea la construcción de 3 súper corredores inteligentes que tienen la finalidad de llevar las mercancías de un país a otro sin tener que pasar por controles aduanales en un país intermedio. Estos corredores además de su principal función tienen capacidad para llevar agua, petróleo y cables tanto de luz como de fibra óptica.

### Corredor NASCO
El Trans Texas Corridor fue propuesto por el gobernador tejano Rick Perry en el 2002. Consiste en una carretera de 336 metros de ancho que además lleva electricidad, petróleo y agua así como rieles ferroviarios y cables de fibra óptica. En julio de 2007, Duncan Hunter, candidato para la nominación republicana en las elecciones presidenciales del 2008, ofreció exitosamente una enmienda prohibiendo el uso de fondos federales para la participación del Departamento de Transporte Estadounidense en actividades de la ASPAN. Hunter indicó que «Desafortunadamente, se conoce muy poco acerca de la Supercarretera NAFTA. Esta enmienda proporcionará al congreso la oportunidad de ejercitar la supervisión de la carretera, que sigue siendo un tema de duda e incertidumbre, y asegurar que la seguridad no estará comprometida para promover los intereses comerciales de nuestros vecinos». El miembro del Congreso republicano y candidato presidencial Ron Paul trajo el asunto al corriente durante el debate de GOP de diciembre de 2007 de CNN-YouTube, donde él rechazó el concepto y también lo llamó la "Supercarretera NAFTA" (NAFTA Superhighway) y, como Hunt, lo enmarcó como la meta final de la creación de una Unión Norteamericana.
El Ministro de Transporte para la provincia de Alberta exhibe un diagrama con su propio sitio que etiqueta a las Interestatal 29 e Interestatal 35 como la "Supercarretera NAFTA".

#### Canadá
- Vancouver, Calgary, Edmonton, Churlli, Montreal, Ottawa, Toronto, Duluth, Winnipeg.

### Corredor CISCOR
El Súper Corredor Canadiense Inteligente es un puerto interior con base en la provincia de Saskatchewan que pretende desahogar las operaciones de puertos marítimos Canadienses. 
CISCOR corre desde la ciudad de Prince Rupert en Vancouver hasta Halifax en Montreal.
Este corredor inteligente se une con los tres principales corredores norteamericanos creando un punto logístico importante en las ciudades de Moose Jaw, Regina y Saskatoon. 

### Corredor CANAMEX
El corredor Canadiense-Estadounidense-Mexicano es un corredor que une los tres países por su costa oeste y que tendría como punto de inicio la Ciudad de México en México y final en la ciudad de Edmonton en la provincia de Alberta, Canadá. Las ciudades que se cruzarían con este corredor son los siguientes en los tres países;

#### Canadá
- Calgary, Edmonton, Whitehorse, Vancouver

#### Estados Unidos
- Phoenix, Las Vegas, Salt Lake City, Idaho Falls, Great Falls, Chicago, Los Ángeles, Nueva York, Boston

#### México
- Manzanillo, Guadalajara, Tepic, Mazatlán, Culiacán, Guaymas, Hermosillo, Nogales

## ASPAN
El Alianza Para la Seguridad y Prosperidad de América del Norte (Alianza Para la Seguridad y Prosperidad de América del Norte) es considerada la primera fase de la Unión Norteamericana

### Vídeos relacionados
- Zeitgeist - Official Release con subtítulos en español
- The Amero - North American Currency
- North American Union
- EndGame - Blueprint For Global Enslavement - Subtítulos en Español

### Sitios web relacionados
- ASPAN México
- SPP U.S.
- SSP-PSP Canadá
- H. Con. Res. 40: Expressing the sense of Congress that the United States should not engage in the construction of a North American Free Trade Agreement (NAFTA) Superhighway System or enter into a North American Union with Mexico and Canada.
- United North America is a non-profit organization that advocates the admittance of Canadian provinces into the United States as new states of the Union.
- Union Norteamericana: Blog dedicado a la investigación y noticias relacionadas con la Unión Nortemaericana

- Datos: Q1164609
- Multimedia: North American Union / Q1164609